# Bréhain-la-Ville
Bréhain-la-Ville település Franciaországban, Meurthe-et-Moselle megyében. Lakosainak száma 451 fő (2022. január 1.). Bréhain-la-Ville Crusnes, Errouville, Fillières, Morfontaine, Tiercelet, Villers-la-Montagne és Villerupt községekkel határos.

## Népesség
A település népességének változása:
| Lakosok száma | 225  | 175  | 183  | 254  | 330  | 372  | 412  | 429  | 438  | 451  |
|               | 1968 | 1982 | 1990 | 2006 | 2013 | 2015 | 2017 | 2019 | 2020 | 2022 |